# Єршов Олексій Іванович
Єршов Олексій Іванович (18.04.1925 — 11.01.1944) — учасник Радянсько-німецької війни, стрілець 6-ї стрілецької роти 2-го стрілецького батальйону 212-го гвардійського стрілецького полку 75-ї Бахмацької двічі Червонозоряної ордена Суворова гвардійської стрілецької дивізії 30-го стрілецького корпусу 60-ї Армії Центрального фронту, Герой Радянського Союзу (17.10.1943), гвардії червоноармієць.

## Біографія
Народився 18 квітня 1925 року в селі Аполіха Купинського району Новосибірської області, РФ. В 1940 році закінчив з відзнакою Новосільску семирічну школу.
В армію був призваний у 1943 році і направлений в Кемеровське піхотне училище (за іншими даними вчився в полковій школі у м. Кемерово). У серпні 1943 року курсантів без присвоєння офіцерського звання передали до Діючої армії. З 4 вересня 1943 року стрілець 6-ї стрілецької роти 2-го стрілецького батальйону 212-го гвардійського стрілецького полку 75-ї Бахмацької двічі Червонозоряної ордена Суворова гвардійської стрілецької дивізії.
Особливо відзначився при форсуванні ріки Дніпро та утриманні плацдарму на північ від Києва у вересні 1943 року. 23 вересня 1943 року у складі взводу молодшого лейтенанта Г. Г. Яржина форсував Дніпро в районі села Ясногородка Вишгородського району Київської області. Брав участь у захопленні пароплава «Миколаїв» і баржі з військово-інженерним вантажем. У бою за село Ясногородка знищив до 20 фашистів.
Указом Президії Верховної Ради СРСР від 17 жовтня 1943 року за зразкове виконання бойових завдань командування на фронті боротьби з німецько-фашистськими загарбниками і проявлені при цьому мужність і героїзм червоноармійцю Єршову Олексію Івановичу присвоєно звання Героя Радянського Союзу з врученням ордена Леніна і медалі «Золота Зірка».
Брав участь у звільненні України і Білорусі. Загинув 11 січня 1944 року в бою за визволення Білорусі біля села Корені Домоновичеського (зараз Світлогорського) району Гомельської області. Похований на полі бою.

## Нагороди
- медаль «Золота Зірка» (17 жовтня 1943)
- Орден Леніна

## Пам'ять
- В м. Купіно (Новосибірська обл., РФ) та в м. Світлогорськ (Гомельська обл., Білорусь) іменем Героя названі вулиці.
- На могилі Героя встановлено його бюст[6].